# Melville W. Brown
Pour les articles homonymes, voir Brown.
Melville W. Brown, né le 10 mars 1887 à Portland (Oregon) et mort le 31 janvier 1938 à Hollywood d'une crise cardiaque, est un réalisateur et scénariste américain.

## Filmographie partielle

### comme réalisateur
- 1926 : Étoile par intérim (Her Big Night)
- 1927 : Taxi! Taxi! (en)
- 1927 : Le Champion improvisé
- 1928 : Premiers baisers (en) (Red Lips)
- 1928 : 13 Washington Square
- 1928 : Buck Privates
- 1929 : L'Idylle de la radio (Jazz Heaven)
- 1929 : Le Docteur Amour (The Love Doctor)
- 1929 : Dressez ma fille (Geraldine)
- 1931 : Fanny Foley Herself
- 1931 : White Shoulders
- 1934 : Lost in the Stratosphere
- 1935 : Champagne for Breakfast (en)

### comme scénariste
- 1919 : The Pest de Christy Cabanne
- 1925 : La Femme de quarante ans (Smouldering Fires) de Clarence Brown
- 1926 : La Femme de mon mari (Poker Faces) de Harry A. Pollard
- 1926: Les Mésaventures de Jones (What Happened to Jones)